# (20582) Reichenbach
(20582) Reichenbach  es un asteroide perteneciente al cinturón de asteroides, descubierto el 9 de septiembre de 1999 por el equipo del Lincoln Near-Earth Asteroid Research desde el Observatorio de Socorro, en Estados Unidos.

## Designación y nombre
Reichenbach se designó inicialmente como 1999 RP154.
Más adelante fue nombrado en honor a la profesora escolar de Columbus Grove (Ohio), mentora de un equipo finalista de un concurso de ciencias Edith Reichenbach.

## Características orbitales
Reichenbach orbita a una distancia media del Sol de 2,6268 ua, pudiendo acercarse hasta 2,3169 ua y alejarse hasta 2,9366 ua. Tiene una excentricidad de 0,1179 y una inclinación orbital de 3,0083° grados. Emplea en completar una órbita alrededor del Sol 1555 días.

## Características físicas
Su magnitud absoluta es 14,4. Tiene 3,923 km de diámetro. Su albedo se estima en 0,240.